# Andreas Schillinger
Andreas Schillinger (Amberg, 13 de juliol de 1983) és un ciclista alemany, professional des del 2006 fins al 2021.
En el seu palmarès destaca la victòria a la Volta a Nuremberg del 2012.

## Palmarès
- 2006
  - 1r al Tour del Jura
- 2007
  -  Campió d'Alemanya de la muntanya
- 2008
  - Vencedor d'una etapa del Tour de Beauce
- 2009
  - 1r al Beverbeek Classic
  - Vencedor d'una etapa als Cinc anells de Moscou
- 2010
  - 1r a la Praga-Karlovy Vary-Praga
- 2012
  - 1r a la Volta a Nuremberg

### Resultats al Giro d'Itàlia
- 2012. 154è de la classificació general
- 2018. 139è de la classificació general

### Resultats al Tour de França
- 2014. 144è de la classificació general
- 2015. No surt (4a etapa)
- 2016. 154è de la classificació general

### Resultats a la Volta a Espanya
- 2017. 144è de la classificació general
- 2020. 123è de la classificació general